# Zygocanna buitendijki
Zygocanna buitendijki is een hydroïdpoliep uit de familie Aequoreidae. De poliep komt uit het geslacht Zygocanna. Zygocanna buitendijki werd in 1928 voor het eerst wetenschappelijk beschreven door Stiasny. 